# Volksinstrumentenmuseum

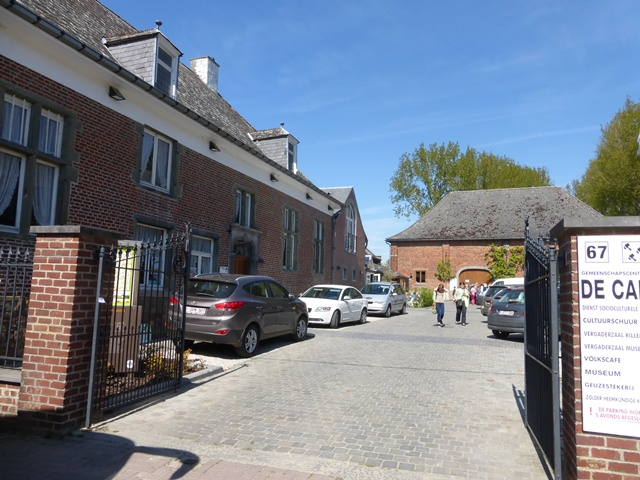
Gemeenschapscentrum De Cam in Gooik waar het museum zich bevindt

Het Volksinstrumentenmuseum is een museum dat zich bevindt in het Vlaams-Brabantse Gooik. In het museum staan volksmuziekinstrumenten centraal.
Het museum is opgebouwd uit een verzameling van Herman Dewit en Rosita Tahon. Beide zijn musici uit de folkgroep 't Kliekske en brachten de collectie gedurende een groot aantal jaren bijeen. De verzameling bestaat uit allerlei muziekinstrumenten, zoals een draailier, hommel, klomporgel of klompviool. Ook wordt er ingegaan op de werkwijze van verschillende instrumenten. Daarnaast zijn verschillende prenten te zien van verscheidene instrumenten.
Het museum is gevestigd in een gemeenschapscentrum op de bovenverdieping van een volkscafé, De Cam. De locatie werd met medewerking van de gemeente mogelijk. De rondleidingen in groepen worden geanimeerd gehouden door muzikanten die tevens demonstraties geven. Het museum is ook individueel te bezoeken.